# Siva tau

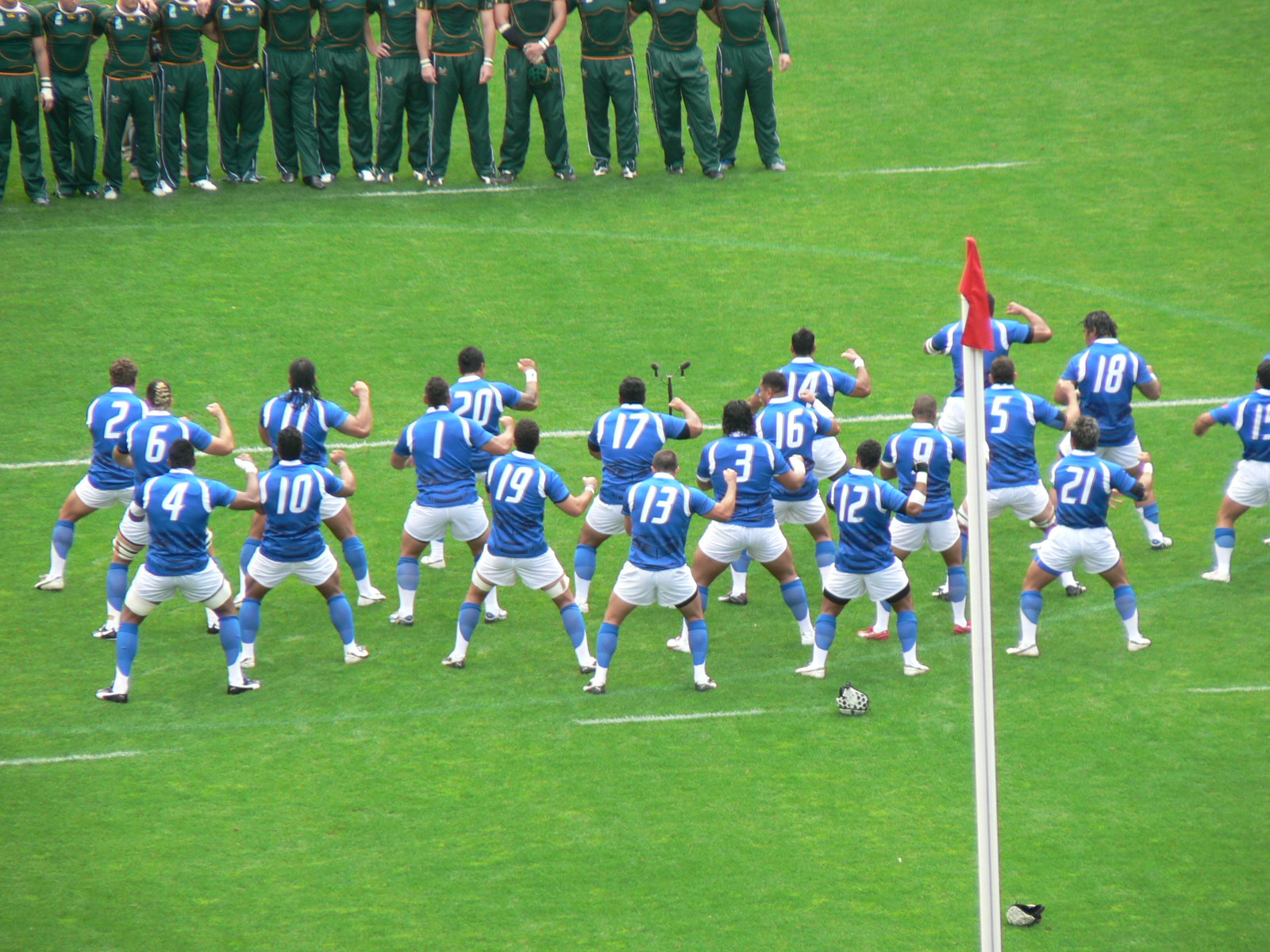
De rugbyspelers van Samoa voeren een siva tau uit voor de wedstrijd tegen Zuid-Afrika op het WK 2007.

De siva tau is een oorlogsdans die afkomstig is uit Samoa. De dans wordt uitgevoerd voorafgaand aan wedstrijden van het Samoaans rugbyteam.
Jarenlang begonnen de wedstrijden van Samoa met de traditionele dans Ma'ulu'ulu Moa, maar voor het wereldkampioenschap rugby van 1991 ging men over op de Manu, die veel agressiever is en tegenwicht moest bieden aan de populaire haka van de Nieuw-Zeelandse All Blacks.

## De tekst
Le Manu Samoa ia malu ona fai o le faiva,le manu samoae ia malu ona fai o le faiva
Le Manu Samoa lenei ua ou sau
Leai se isi Manu oi le atu laulau
Ua ou sai nei ma le mea atoa
O lou malosi ua atoatoa
Ia e faatafa ma e soso ese
Leaga o lenei manu e uiga ese
Le Manu Samoa
Le Manu Samoa
Le Manu Samoa e o mai I Samoa Le Manu!